# 미야가와 아사토
미야가와 아사토(일본어: 宮川 麻都, 1998년 2월 24일 ~ )는 일본의 여자 축구 선수이다.

## 국가대표팀 경력
2014년 FIFA U-17 여자 월드컵에 출전, 우승에 기여. 2016년과 2018년 FIFA U-20 여자 월드컵에도 출전. 2016년 월드컵 3위, 2018년 월드컵 우승에 기여했다.
그녀는 2019년 시빌리브스컵에 참가할 일본 국가대표팀에 발탁되었으며, 3월 2일 브라질와의 경기에서 데뷔했다. 2019년과 2022년 EAFF E-1 풋볼 챔피언십 우승. 2019년 FIFA 여자 월드컵, 2020년 하계 올림픽에도 출전했다. 그녀는 2022년까지 국제 A매치 통산 24경기에 출전했다.

## 통계
| 일본 | 일본 | 일본 |
| 연도 | 출전 | 득점 |
| ---- | ---- | ---- |
| 2019 | 9    | 0    |
| 2020 | 2    | 0    |
| 2021 | 7    | 0    |
| 2022 | 6    | 0    |
| 통산 | 24   | 0    |